# السجل البنكي الاحتياطي الفيدرالي
السجل البنكي الاحتياطي الفيدرالي (بالانجليزية : Federal Reserve Bank Note) أو «مذكرات بنك الاحتياطي الفيدرالي» هي أوراق نقدية قانونية في الولايات المتحدة أصدرت بين عامي 1915 و 1934.

## النشأة
أول إصدار للعملة النقدية للسجل البنكي الاحتياطي الفيدرالي كان في عام 1915 واستمر حتى عام 1934، جنبا إلى جنب مع «سجلات الولايات المتحدة الأمريكية» و«شهادات الفضة» و «شهادات الذهب»
وتم إصدار أوراق بنك الاحتياطي الفيدرالي ذات الحجم الكبير لأول مرة في عام 1915 بفئات 5 دولارات و 10 دولارات و 20 دولارًا.